# Kevin Magnussen
Kevin Magnussen, född 5 oktober 1992 i Roskilde, är en dansk racerförare som senast körde för Haas i Formel 1. Han är son till racerföraren Jan Magnussen. Magnussen körde även för Chip Ganassi Racing i Weathertech Sportscar Championship 2021.

## Racingkarriär
Magnussen började sin karriär i karting. År 2008 tog han steget upp till Formel Ford i Danmark, där han vann mästerskapet.
Under 2009 flyttades Magnussen upp till Formel Renault och slutade tvåa i mästerskapet.
Under 2010 tävlade han i det tyska Formel 3-mästerskapet med Carlin Motorsport, Magnussen vann premiären av säsongen på Oschersleben. Han slutade trea i mästerskapet och vann rookie-titeln.
Under 2011 flyttade Magnussen till det brittiska Formel 3-mästerskapet med Carlin Motorsport.
År 2012 byte Magnussen serie till Formel Renault 3.5. Han vann ett race och slutade sjua i mästerskapet.
Under 2013 fortsatte han i Formel Renault 3.5 där han vann fem race och hela mästerskapet. 

### Formel 1
Magnussen testade en Formel 1-bil för första gången den 6 november 2012 på ett Young Driver test i Abu Dhabi där hans bästa tid blev 1:42.651. Sträckan han körde under testet var tillräckligt för att få sin FIA Superlicens.
Den 14 november 2013 bekräftades att Magnussen skulle köra för formel 1 för McLaren, och att han då skulle ersätta Sergio Pérez.
I linje med en ny regel som införts i Formel 1 till säsongen 2014, där förarna får välja vilket nummer de vill ha på bilen under sin Formel 1-karriär, valde Magnussen att tävla med nummer 20 eftersom det var det numret han hade på sin bil år 2013, då han vann mästerskapet i Formel Renault 3.5.
Magnussen körde in som trea i sin debut i Australien. Men då den ursprungliga tvåan Daniel Ricciardo blev diskvalificerad i efterhand flyttades Magnussen upp till andra plats. Det var det bästa resultatet sedan 1996 då Jacques Villeneuve också blev tvåa i premiären.
Säsongen 2015 återvände Fernando Alonso till McLaren, sju år efter hans senaste period med stallet.  Magnussen tappade därför sin plats som ordinarie McLaren-förare, men han stannade dock kvar i stallet som testförare. Efter en olycka under försäsongstesten på Circuit de Barcelona-Catalunya fick Alonso en hjärnskakning, och förbjöds av läkarna att delta under Australiens Grand Prix. Magnussen utsågs till hans tillfälliga ersättare.
Säsongen 2016 körde Magnussen för Renault, men gick säsongen efter över till Haas, där han stannade till och med säsongen 2020. Han körde även för Haas mellan 2022 och 2024.

## F1-karriär
| Säsong            | Stall/Tillverkare | Placering         | Lopp | Poäng | Etta | Tvåa | Trea | Pole | Varv |
| ----------------- | ----------------- | ----------------- | ---- | ----- | ---- | ---- | ---- | ---- | ---- |
| 2014              | McLaren-Mercedes  | 11                | 19   | 55    | 0    | 1    | 0    | 0    | 0    |
| 2015              | McLaren-Honda     | —                 | 1    | 0     | 0    | 0    | 0    | 0    | 0    |
| 2016              | Renault           | 16                | 21   | 7     | 0    | 0    | 0    | 0    | 0    |
| 2017              | Haas-Ferrari      | 14                | 20   | 19    | 0    | 0    | 0    | 0    | 0    |
| 2018              | Haas-Ferrari      | 9                 | 21   | 56    | 0    | 0    | 0    | 0    | 1    |
| 2019              | Haas-Ferrari      | 16                | 21   | 20    | 0    | 0    | 0    | 0    | 1    |
| 2020              | Haas-Ferrari      | 20                | 17   | 1     | 0    | 0    | 0    | 0    | 0    |
| 2022              | Haas-Ferrari      | 13                | 22   | 25    | 0    | 0    | 0    | 1    | 0    |
| 2023              | Haas-Ferrari      | 19                | 22   | 3     | 0    | 0    | 0    | 0    | 0    |
| 2024              | Haas-Ferrari      | 15                | 23   | 16    | 0    | 0    | 0    | 0    | 1    |
| Sammanlagt (2025) | Sammanlagt (2025) | Sammanlagt (2025) | 187  | 202   | 0    | 1    | 0    | 1    | 3    |

| 1. Australien 2014                                    | \| 1. Singapore 2018 2. Singapore 2019 3. Abu Dhabi 2024 \| | 1. Brasilien 2022 | 1. USA 2018 |
|                                                       |                                                             |                   |             |
| 1. Singapore 2018 2. Singapore 2019 3. Abu Dhabi 2024 |                                                             |                   |             |